# Teple, Hadeaci
Teple (în ucraineană Тепле) este un sat în comuna Velbivka din raionul Hadeaci, regiunea Poltava, Ucraina.

## Demografie
Componența lingvistică a localității Teple
     Ucraineană (96,84%)
     Rusă (3,16%)
Conform recensământului din 2001, majoritatea populației localității Teple era vorbitoare de ucraineană (96,84%), existând în minoritate și vorbitori de rusă (3,16%).